# Andreas von Gundelsheimer
Andreas von Gundelsheimer est un médecin allemand, né en 1668 à Feuchtwangen et mort le 17 juin 1715 à Stettin.

## Biographie
Fils d’un pasteur, il étudie à Ansbach puis à Altdorf où il est diplômé en médecine en 1688. Il accompagne un riche commerçant en Italie. Il pratique ensuite à Paris où il se lie d’amitié avec Joseph Pitton de Tournefort (1656-1708) et l’accompagne durant son voyage de la Grèce à l’Iran. Ils se séparent à Constantinople et il retourne en Allemagne.
Gundelsheimer sert comme médecin militaire avant de se retirer à Berlin. Le prince électeur Frédéric Ier (1657-1713) le prend comme conseiller et l’anoblit. Il est à l’origine de la création du musée anatomique de Berlin. Il accompagne Frédéric-Guillaume Ier (1688-1740) durant la campagne de Poméranie et durant laquelle il décède.